# جلد الحمار
جلد الحمار (بالفرنسية: Peau d'âne)‏، حكاية خرافية فرنسية كتبها شارل بيرو في سنة 1694 .

## ملخص القصة

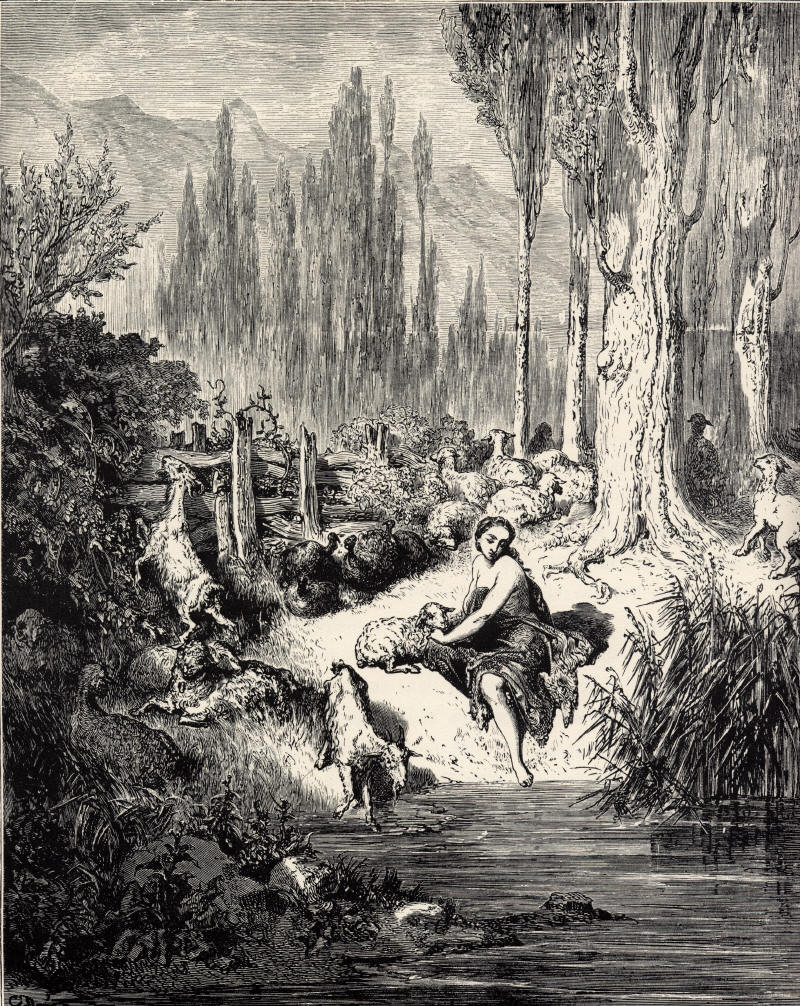
الأميرة تظهر كالخادمة

أن ملكا كانت له زوجة يحبها جدا ورزقت منه ببنت فائقة الجمال ثم مرضت وعند احتضارها استحلفته أن لا يتزوج إلا بمن تكون أجمل منها، فلم يجد في عقائل مملكته من تحقق فيها الشرط إلا بنته، فأفضى إليها بميله إلى تزوجها فأنكرت عليه الأمر فصمم فاشتكت إلى جنيتها فأرشدتها إلى أن تطلب منه حلة كالزمن في لونه فاستصنعها لها فأوعزت إليها بطلب أخرى كلون القمر، فما كان أقرب من تقديمها لها، ثم بثالثة كلون الشمس فكان ما طلبت، وكان لأبيها حمار يحبه كثيرا لأنه كان يجد تحته كل يوم مقدارا وافرا من النقود، فلما أعيت الحيلة تلك الأميرة وظنت أن لا خلاص لها امتلأ قلبها حزنا فأوحت إليها الجنية بأن تطلب إهاب الحمار (جلده) فقدمه لها بعد الاستغراب فزادها ذلك جزعا فقالت لها الجنية كفاك فهذا وقت خلاصك فالبسي إهاب الحمار واخرجي فإنه لا يشعر بك أحد وسأتبعك بحليك وحللك أينما قصدت فخرجت في ذلك الإهاب وساحت في الأرض فدخلت مملكة أخرى فاستخدمتها زوجة مزارع في رعاية الديكة وكنس معلف الخنازير لرثاثة حالتها وقذارتها، فرآها ابن ملك تلك الجهة من خصاص كوخها وقد تعرت عن إهاب الحمار ولبست حلة من حللها ففتن بها وذهب إلى أهله مدنفا سقيما وحار الأطباء في أمره وقالوا إنه لا مرض به إلا الفكر، وبعد إلحاح من والديه طلب أن تصنع له الخادمة التي تلبس إهاب الحمار قرصا ففعلت ودست فيه خاتمها لأنها قد فهمت حقيقة الأمر فلما تناول الخاتم في فمه قال لوالديه إني أريد أن أتزوج بصاحبة هذا الخاتم فنودي في المدينة بان أية فتاة يوافقها الخاتم الذي في بيت الملك تكون زوجة لولي عهده وكانت نتيجة ذلك أن تزوجت به وعاشا في نعيم ورغد.